# Угорська тема
Уго́рська те́ма — тема в шаховій композиції кооперативного жанру. Суть теми — темпохід (вичікувальний хід) у логічній задачі на кооперативний мат.

## Історія
Ідея запропонована в середині ХХ століття угорськими проблемістами, зокрема багато зробив досліджень у розробці ідеї використання темпоходів у задачах на кооперативний мат угорський шаховий композитор Дьєрдь Парош (справжнє прізвище Шлегль) (28.04.1910 — 17.12.1975).
У задачах на кооперативний мат з цією ідеєю розв'язок ніби легкий, бо зрозумілий план ходів білих, але утруднює пошук розв'язку задачі знаходження вичікувального ходу (темпоходу) білих.
Ідея дістала назву — угорська тема.
|   | a | b | c | d | e | f | g | h |   |
| 8 | b8 чорна тура · c8 чорний король · f8 чорний ферзь · e7 чорний пішак · h7 чорний кінь · c6 чорний пішак · h6 чорний слон · a5 чорний пішак · c5 білий кінь · g5 чорний кінь · f4 білий кінь · g4 білий пішак · f3 чорний пішак · a2 чорний слон · b2 чорна тура · h2 білий пішак · e1 білий король · h1 біла тура | b8 чорна тура · c8 чорний король · f8 чорний ферзь · e7 чорний пішак · h7 чорний кінь · c6 чорний пішак · h6 чорний слон · a5 чорний пішак · c5 білий кінь · g5 чорний кінь · f4 білий кінь · g4 білий пішак · f3 чорний пішак · a2 чорний слон · b2 чорна тура · h2 білий пішак · e1 білий король · h1 біла тура | b8 чорна тура · c8 чорний король · f8 чорний ферзь · e7 чорний пішак · h7 чорний кінь · c6 чорний пішак · h6 чорний слон · a5 чорний пішак · c5 білий кінь · g5 чорний кінь · f4 білий кінь · g4 білий пішак · f3 чорний пішак · a2 чорний слон · b2 чорна тура · h2 білий пішак · e1 білий король · h1 біла тура | b8 чорна тура · c8 чорний король · f8 чорний ферзь · e7 чорний пішак · h7 чорний кінь · c6 чорний пішак · h6 чорний слон · a5 чорний пішак · c5 білий кінь · g5 чорний кінь · f4 білий кінь · g4 білий пішак · f3 чорний пішак · a2 чорний слон · b2 чорна тура · h2 білий пішак · e1 білий король · h1 біла тура | b8 чорна тура · c8 чорний король · f8 чорний ферзь · e7 чорний пішак · h7 чорний кінь · c6 чорний пішак · h6 чорний слон · a5 чорний пішак · c5 білий кінь · g5 чорний кінь · f4 білий кінь · g4 білий пішак · f3 чорний пішак · a2 чорний слон · b2 чорна тура · h2 білий пішак · e1 білий король · h1 біла тура | b8 чорна тура · c8 чорний король · f8 чорний ферзь · e7 чорний пішак · h7 чорний кінь · c6 чорний пішак · h6 чорний слон · a5 чорний пішак · c5 білий кінь · g5 чорний кінь · f4 білий кінь · g4 білий пішак · f3 чорний пішак · a2 чорний слон · b2 чорна тура · h2 білий пішак · e1 білий король · h1 біла тура | b8 чорна тура · c8 чорний король · f8 чорний ферзь · e7 чорний пішак · h7 чорний кінь · c6 чорний пішак · h6 чорний слон · a5 чорний пішак · c5 білий кінь · g5 чорний кінь · f4 білий кінь · g4 білий пішак · f3 чорний пішак · a2 чорний слон · b2 чорна тура · h2 білий пішак · e1 білий король · h1 біла тура | b8 чорна тура · c8 чорний король · f8 чорний ферзь · e7 чорний пішак · h7 чорний кінь · c6 чорний пішак · h6 чорний слон · a5 чорний пішак · c5 білий кінь · g5 чорний кінь · f4 білий кінь · g4 білий пішак · f3 чорний пішак · a2 чорний слон · b2 чорна тура · h2 білий пішак · e1 білий король · h1 біла тура | 8 |
| 7 | b8 чорна тура · c8 чорний король · f8 чорний ферзь · e7 чорний пішак · h7 чорний кінь · c6 чорний пішак · h6 чорний слон · a5 чорний пішак · c5 білий кінь · g5 чорний кінь · f4 білий кінь · g4 білий пішак · f3 чорний пішак · a2 чорний слон · b2 чорна тура · h2 білий пішак · e1 білий король · h1 біла тура | b8 чорна тура · c8 чорний король · f8 чорний ферзь · e7 чорний пішак · h7 чорний кінь · c6 чорний пішак · h6 чорний слон · a5 чорний пішак · c5 білий кінь · g5 чорний кінь · f4 білий кінь · g4 білий пішак · f3 чорний пішак · a2 чорний слон · b2 чорна тура · h2 білий пішак · e1 білий король · h1 біла тура | b8 чорна тура · c8 чорний король · f8 чорний ферзь · e7 чорний пішак · h7 чорний кінь · c6 чорний пішак · h6 чорний слон · a5 чорний пішак · c5 білий кінь · g5 чорний кінь · f4 білий кінь · g4 білий пішак · f3 чорний пішак · a2 чорний слон · b2 чорна тура · h2 білий пішак · e1 білий король · h1 біла тура | b8 чорна тура · c8 чорний король · f8 чорний ферзь · e7 чорний пішак · h7 чорний кінь · c6 чорний пішак · h6 чорний слон · a5 чорний пішак · c5 білий кінь · g5 чорний кінь · f4 білий кінь · g4 білий пішак · f3 чорний пішак · a2 чорний слон · b2 чорна тура · h2 білий пішак · e1 білий король · h1 біла тура | b8 чорна тура · c8 чорний король · f8 чорний ферзь · e7 чорний пішак · h7 чорний кінь · c6 чорний пішак · h6 чорний слон · a5 чорний пішак · c5 білий кінь · g5 чорний кінь · f4 білий кінь · g4 білий пішак · f3 чорний пішак · a2 чорний слон · b2 чорна тура · h2 білий пішак · e1 білий король · h1 біла тура | b8 чорна тура · c8 чорний король · f8 чорний ферзь · e7 чорний пішак · h7 чорний кінь · c6 чорний пішак · h6 чорний слон · a5 чорний пішак · c5 білий кінь · g5 чорний кінь · f4 білий кінь · g4 білий пішак · f3 чорний пішак · a2 чорний слон · b2 чорна тура · h2 білий пішак · e1 білий король · h1 біла тура | b8 чорна тура · c8 чорний король · f8 чорний ферзь · e7 чорний пішак · h7 чорний кінь · c6 чорний пішак · h6 чорний слон · a5 чорний пішак · c5 білий кінь · g5 чорний кінь · f4 білий кінь · g4 білий пішак · f3 чорний пішак · a2 чорний слон · b2 чорна тура · h2 білий пішак · e1 білий король · h1 біла тура | b8 чорна тура · c8 чорний король · f8 чорний ферзь · e7 чорний пішак · h7 чорний кінь · c6 чорний пішак · h6 чорний слон · a5 чорний пішак · c5 білий кінь · g5 чорний кінь · f4 білий кінь · g4 білий пішак · f3 чорний пішак · a2 чорний слон · b2 чорна тура · h2 білий пішак · e1 білий король · h1 біла тура | 7 |
| 6 | b8 чорна тура · c8 чорний король · f8 чорний ферзь · e7 чорний пішак · h7 чорний кінь · c6 чорний пішак · h6 чорний слон · a5 чорний пішак · c5 білий кінь · g5 чорний кінь · f4 білий кінь · g4 білий пішак · f3 чорний пішак · a2 чорний слон · b2 чорна тура · h2 білий пішак · e1 білий король · h1 біла тура | b8 чорна тура · c8 чорний король · f8 чорний ферзь · e7 чорний пішак · h7 чорний кінь · c6 чорний пішак · h6 чорний слон · a5 чорний пішак · c5 білий кінь · g5 чорний кінь · f4 білий кінь · g4 білий пішак · f3 чорний пішак · a2 чорний слон · b2 чорна тура · h2 білий пішак · e1 білий король · h1 біла тура | b8 чорна тура · c8 чорний король · f8 чорний ферзь · e7 чорний пішак · h7 чорний кінь · c6 чорний пішак · h6 чорний слон · a5 чорний пішак · c5 білий кінь · g5 чорний кінь · f4 білий кінь · g4 білий пішак · f3 чорний пішак · a2 чорний слон · b2 чорна тура · h2 білий пішак · e1 білий король · h1 біла тура | b8 чорна тура · c8 чорний король · f8 чорний ферзь · e7 чорний пішак · h7 чорний кінь · c6 чорний пішак · h6 чорний слон · a5 чорний пішак · c5 білий кінь · g5 чорний кінь · f4 білий кінь · g4 білий пішак · f3 чорний пішак · a2 чорний слон · b2 чорна тура · h2 білий пішак · e1 білий король · h1 біла тура | b8 чорна тура · c8 чорний король · f8 чорний ферзь · e7 чорний пішак · h7 чорний кінь · c6 чорний пішак · h6 чорний слон · a5 чорний пішак · c5 білий кінь · g5 чорний кінь · f4 білий кінь · g4 білий пішак · f3 чорний пішак · a2 чорний слон · b2 чорна тура · h2 білий пішак · e1 білий король · h1 біла тура | b8 чорна тура · c8 чорний король · f8 чорний ферзь · e7 чорний пішак · h7 чорний кінь · c6 чорний пішак · h6 чорний слон · a5 чорний пішак · c5 білий кінь · g5 чорний кінь · f4 білий кінь · g4 білий пішак · f3 чорний пішак · a2 чорний слон · b2 чорна тура · h2 білий пішак · e1 білий король · h1 біла тура | b8 чорна тура · c8 чорний король · f8 чорний ферзь · e7 чорний пішак · h7 чорний кінь · c6 чорний пішак · h6 чорний слон · a5 чорний пішак · c5 білий кінь · g5 чорний кінь · f4 білий кінь · g4 білий пішак · f3 чорний пішак · a2 чорний слон · b2 чорна тура · h2 білий пішак · e1 білий король · h1 біла тура | b8 чорна тура · c8 чорний король · f8 чорний ферзь · e7 чорний пішак · h7 чорний кінь · c6 чорний пішак · h6 чорний слон · a5 чорний пішак · c5 білий кінь · g5 чорний кінь · f4 білий кінь · g4 білий пішак · f3 чорний пішак · a2 чорний слон · b2 чорна тура · h2 білий пішак · e1 білий король · h1 біла тура | 6 |
| 5 | b8 чорна тура · c8 чорний король · f8 чорний ферзь · e7 чорний пішак · h7 чорний кінь · c6 чорний пішак · h6 чорний слон · a5 чорний пішак · c5 білий кінь · g5 чорний кінь · f4 білий кінь · g4 білий пішак · f3 чорний пішак · a2 чорний слон · b2 чорна тура · h2 білий пішак · e1 білий король · h1 біла тура | b8 чорна тура · c8 чорний король · f8 чорний ферзь · e7 чорний пішак · h7 чорний кінь · c6 чорний пішак · h6 чорний слон · a5 чорний пішак · c5 білий кінь · g5 чорний кінь · f4 білий кінь · g4 білий пішак · f3 чорний пішак · a2 чорний слон · b2 чорна тура · h2 білий пішак · e1 білий король · h1 біла тура | b8 чорна тура · c8 чорний король · f8 чорний ферзь · e7 чорний пішак · h7 чорний кінь · c6 чорний пішак · h6 чорний слон · a5 чорний пішак · c5 білий кінь · g5 чорний кінь · f4 білий кінь · g4 білий пішак · f3 чорний пішак · a2 чорний слон · b2 чорна тура · h2 білий пішак · e1 білий король · h1 біла тура | b8 чорна тура · c8 чорний король · f8 чорний ферзь · e7 чорний пішак · h7 чорний кінь · c6 чорний пішак · h6 чорний слон · a5 чорний пішак · c5 білий кінь · g5 чорний кінь · f4 білий кінь · g4 білий пішак · f3 чорний пішак · a2 чорний слон · b2 чорна тура · h2 білий пішак · e1 білий король · h1 біла тура | b8 чорна тура · c8 чорний король · f8 чорний ферзь · e7 чорний пішак · h7 чорний кінь · c6 чорний пішак · h6 чорний слон · a5 чорний пішак · c5 білий кінь · g5 чорний кінь · f4 білий кінь · g4 білий пішак · f3 чорний пішак · a2 чорний слон · b2 чорна тура · h2 білий пішак · e1 білий король · h1 біла тура | b8 чорна тура · c8 чорний король · f8 чорний ферзь · e7 чорний пішак · h7 чорний кінь · c6 чорний пішак · h6 чорний слон · a5 чорний пішак · c5 білий кінь · g5 чорний кінь · f4 білий кінь · g4 білий пішак · f3 чорний пішак · a2 чорний слон · b2 чорна тура · h2 білий пішак · e1 білий король · h1 біла тура | b8 чорна тура · c8 чорний король · f8 чорний ферзь · e7 чорний пішак · h7 чорний кінь · c6 чорний пішак · h6 чорний слон · a5 чорний пішак · c5 білий кінь · g5 чорний кінь · f4 білий кінь · g4 білий пішак · f3 чорний пішак · a2 чорний слон · b2 чорна тура · h2 білий пішак · e1 білий король · h1 біла тура | b8 чорна тура · c8 чорний король · f8 чорний ферзь · e7 чорний пішак · h7 чорний кінь · c6 чорний пішак · h6 чорний слон · a5 чорний пішак · c5 білий кінь · g5 чорний кінь · f4 білий кінь · g4 білий пішак · f3 чорний пішак · a2 чорний слон · b2 чорна тура · h2 білий пішак · e1 білий король · h1 біла тура | 5 |
| 4 | b8 чорна тура · c8 чорний король · f8 чорний ферзь · e7 чорний пішак · h7 чорний кінь · c6 чорний пішак · h6 чорний слон · a5 чорний пішак · c5 білий кінь · g5 чорний кінь · f4 білий кінь · g4 білий пішак · f3 чорний пішак · a2 чорний слон · b2 чорна тура · h2 білий пішак · e1 білий король · h1 біла тура | b8 чорна тура · c8 чорний король · f8 чорний ферзь · e7 чорний пішак · h7 чорний кінь · c6 чорний пішак · h6 чорний слон · a5 чорний пішак · c5 білий кінь · g5 чорний кінь · f4 білий кінь · g4 білий пішак · f3 чорний пішак · a2 чорний слон · b2 чорна тура · h2 білий пішак · e1 білий король · h1 біла тура | b8 чорна тура · c8 чорний король · f8 чорний ферзь · e7 чорний пішак · h7 чорний кінь · c6 чорний пішак · h6 чорний слон · a5 чорний пішак · c5 білий кінь · g5 чорний кінь · f4 білий кінь · g4 білий пішак · f3 чорний пішак · a2 чорний слон · b2 чорна тура · h2 білий пішак · e1 білий король · h1 біла тура | b8 чорна тура · c8 чорний король · f8 чорний ферзь · e7 чорний пішак · h7 чорний кінь · c6 чорний пішак · h6 чорний слон · a5 чорний пішак · c5 білий кінь · g5 чорний кінь · f4 білий кінь · g4 білий пішак · f3 чорний пішак · a2 чорний слон · b2 чорна тура · h2 білий пішак · e1 білий король · h1 біла тура | b8 чорна тура · c8 чорний король · f8 чорний ферзь · e7 чорний пішак · h7 чорний кінь · c6 чорний пішак · h6 чорний слон · a5 чорний пішак · c5 білий кінь · g5 чорний кінь · f4 білий кінь · g4 білий пішак · f3 чорний пішак · a2 чорний слон · b2 чорна тура · h2 білий пішак · e1 білий король · h1 біла тура | b8 чорна тура · c8 чорний король · f8 чорний ферзь · e7 чорний пішак · h7 чорний кінь · c6 чорний пішак · h6 чорний слон · a5 чорний пішак · c5 білий кінь · g5 чорний кінь · f4 білий кінь · g4 білий пішак · f3 чорний пішак · a2 чорний слон · b2 чорна тура · h2 білий пішак · e1 білий король · h1 біла тура | b8 чорна тура · c8 чорний король · f8 чорний ферзь · e7 чорний пішак · h7 чорний кінь · c6 чорний пішак · h6 чорний слон · a5 чорний пішак · c5 білий кінь · g5 чорний кінь · f4 білий кінь · g4 білий пішак · f3 чорний пішак · a2 чорний слон · b2 чорна тура · h2 білий пішак · e1 білий король · h1 біла тура | b8 чорна тура · c8 чорний король · f8 чорний ферзь · e7 чорний пішак · h7 чорний кінь · c6 чорний пішак · h6 чорний слон · a5 чорний пішак · c5 білий кінь · g5 чорний кінь · f4 білий кінь · g4 білий пішак · f3 чорний пішак · a2 чорний слон · b2 чорна тура · h2 білий пішак · e1 білий король · h1 біла тура | 4 |
| 3 | b8 чорна тура · c8 чорний король · f8 чорний ферзь · e7 чорний пішак · h7 чорний кінь · c6 чорний пішак · h6 чорний слон · a5 чорний пішак · c5 білий кінь · g5 чорний кінь · f4 білий кінь · g4 білий пішак · f3 чорний пішак · a2 чорний слон · b2 чорна тура · h2 білий пішак · e1 білий король · h1 біла тура | b8 чорна тура · c8 чорний король · f8 чорний ферзь · e7 чорний пішак · h7 чорний кінь · c6 чорний пішак · h6 чорний слон · a5 чорний пішак · c5 білий кінь · g5 чорний кінь · f4 білий кінь · g4 білий пішак · f3 чорний пішак · a2 чорний слон · b2 чорна тура · h2 білий пішак · e1 білий король · h1 біла тура | b8 чорна тура · c8 чорний король · f8 чорний ферзь · e7 чорний пішак · h7 чорний кінь · c6 чорний пішак · h6 чорний слон · a5 чорний пішак · c5 білий кінь · g5 чорний кінь · f4 білий кінь · g4 білий пішак · f3 чорний пішак · a2 чорний слон · b2 чорна тура · h2 білий пішак · e1 білий король · h1 біла тура | b8 чорна тура · c8 чорний король · f8 чорний ферзь · e7 чорний пішак · h7 чорний кінь · c6 чорний пішак · h6 чорний слон · a5 чорний пішак · c5 білий кінь · g5 чорний кінь · f4 білий кінь · g4 білий пішак · f3 чорний пішак · a2 чорний слон · b2 чорна тура · h2 білий пішак · e1 білий король · h1 біла тура | b8 чорна тура · c8 чорний король · f8 чорний ферзь · e7 чорний пішак · h7 чорний кінь · c6 чорний пішак · h6 чорний слон · a5 чорний пішак · c5 білий кінь · g5 чорний кінь · f4 білий кінь · g4 білий пішак · f3 чорний пішак · a2 чорний слон · b2 чорна тура · h2 білий пішак · e1 білий король · h1 біла тура | b8 чорна тура · c8 чорний король · f8 чорний ферзь · e7 чорний пішак · h7 чорний кінь · c6 чорний пішак · h6 чорний слон · a5 чорний пішак · c5 білий кінь · g5 чорний кінь · f4 білий кінь · g4 білий пішак · f3 чорний пішак · a2 чорний слон · b2 чорна тура · h2 білий пішак · e1 білий король · h1 біла тура | b8 чорна тура · c8 чорний король · f8 чорний ферзь · e7 чорний пішак · h7 чорний кінь · c6 чорний пішак · h6 чорний слон · a5 чорний пішак · c5 білий кінь · g5 чорний кінь · f4 білий кінь · g4 білий пішак · f3 чорний пішак · a2 чорний слон · b2 чорна тура · h2 білий пішак · e1 білий король · h1 біла тура | b8 чорна тура · c8 чорний король · f8 чорний ферзь · e7 чорний пішак · h7 чорний кінь · c6 чорний пішак · h6 чорний слон · a5 чорний пішак · c5 білий кінь · g5 чорний кінь · f4 білий кінь · g4 білий пішак · f3 чорний пішак · a2 чорний слон · b2 чорна тура · h2 білий пішак · e1 білий король · h1 біла тура | 3 |
| 2 | b8 чорна тура · c8 чорний король · f8 чорний ферзь · e7 чорний пішак · h7 чорний кінь · c6 чорний пішак · h6 чорний слон · a5 чорний пішак · c5 білий кінь · g5 чорний кінь · f4 білий кінь · g4 білий пішак · f3 чорний пішак · a2 чорний слон · b2 чорна тура · h2 білий пішак · e1 білий король · h1 біла тура | b8 чорна тура · c8 чорний король · f8 чорний ферзь · e7 чорний пішак · h7 чорний кінь · c6 чорний пішак · h6 чорний слон · a5 чорний пішак · c5 білий кінь · g5 чорний кінь · f4 білий кінь · g4 білий пішак · f3 чорний пішак · a2 чорний слон · b2 чорна тура · h2 білий пішак · e1 білий король · h1 біла тура | b8 чорна тура · c8 чорний король · f8 чорний ферзь · e7 чорний пішак · h7 чорний кінь · c6 чорний пішак · h6 чорний слон · a5 чорний пішак · c5 білий кінь · g5 чорний кінь · f4 білий кінь · g4 білий пішак · f3 чорний пішак · a2 чорний слон · b2 чорна тура · h2 білий пішак · e1 білий король · h1 біла тура | b8 чорна тура · c8 чорний король · f8 чорний ферзь · e7 чорний пішак · h7 чорний кінь · c6 чорний пішак · h6 чорний слон · a5 чорний пішак · c5 білий кінь · g5 чорний кінь · f4 білий кінь · g4 білий пішак · f3 чорний пішак · a2 чорний слон · b2 чорна тура · h2 білий пішак · e1 білий король · h1 біла тура | b8 чорна тура · c8 чорний король · f8 чорний ферзь · e7 чорний пішак · h7 чорний кінь · c6 чорний пішак · h6 чорний слон · a5 чорний пішак · c5 білий кінь · g5 чорний кінь · f4 білий кінь · g4 білий пішак · f3 чорний пішак · a2 чорний слон · b2 чорна тура · h2 білий пішак · e1 білий король · h1 біла тура | b8 чорна тура · c8 чорний король · f8 чорний ферзь · e7 чорний пішак · h7 чорний кінь · c6 чорний пішак · h6 чорний слон · a5 чорний пішак · c5 білий кінь · g5 чорний кінь · f4 білий кінь · g4 білий пішак · f3 чорний пішак · a2 чорний слон · b2 чорна тура · h2 білий пішак · e1 білий король · h1 біла тура | b8 чорна тура · c8 чорний король · f8 чорний ферзь · e7 чорний пішак · h7 чорний кінь · c6 чорний пішак · h6 чорний слон · a5 чорний пішак · c5 білий кінь · g5 чорний кінь · f4 білий кінь · g4 білий пішак · f3 чорний пішак · a2 чорний слон · b2 чорна тура · h2 білий пішак · e1 білий король · h1 біла тура | b8 чорна тура · c8 чорний король · f8 чорний ферзь · e7 чорний пішак · h7 чорний кінь · c6 чорний пішак · h6 чорний слон · a5 чорний пішак · c5 білий кінь · g5 чорний кінь · f4 білий кінь · g4 білий пішак · f3 чорний пішак · a2 чорний слон · b2 чорна тура · h2 білий пішак · e1 білий король · h1 біла тура | 2 |
| 1 | b8 чорна тура · c8 чорний король · f8 чорний ферзь · e7 чорний пішак · h7 чорний кінь · c6 чорний пішак · h6 чорний слон · a5 чорний пішак · c5 білий кінь · g5 чорний кінь · f4 білий кінь · g4 білий пішак · f3 чорний пішак · a2 чорний слон · b2 чорна тура · h2 білий пішак · e1 білий король · h1 біла тура | b8 чорна тура · c8 чорний король · f8 чорний ферзь · e7 чорний пішак · h7 чорний кінь · c6 чорний пішак · h6 чорний слон · a5 чорний пішак · c5 білий кінь · g5 чорний кінь · f4 білий кінь · g4 білий пішак · f3 чорний пішак · a2 чорний слон · b2 чорна тура · h2 білий пішак · e1 білий король · h1 біла тура | b8 чорна тура · c8 чорний король · f8 чорний ферзь · e7 чорний пішак · h7 чорний кінь · c6 чорний пішак · h6 чорний слон · a5 чорний пішак · c5 білий кінь · g5 чорний кінь · f4 білий кінь · g4 білий пішак · f3 чорний пішак · a2 чорний слон · b2 чорна тура · h2 білий пішак · e1 білий король · h1 біла тура | b8 чорна тура · c8 чорний король · f8 чорний ферзь · e7 чорний пішак · h7 чорний кінь · c6 чорний пішак · h6 чорний слон · a5 чорний пішак · c5 білий кінь · g5 чорний кінь · f4 білий кінь · g4 білий пішак · f3 чорний пішак · a2 чорний слон · b2 чорна тура · h2 білий пішак · e1 білий король · h1 біла тура | b8 чорна тура · c8 чорний король · f8 чорний ферзь · e7 чорний пішак · h7 чорний кінь · c6 чорний пішак · h6 чорний слон · a5 чорний пішак · c5 білий кінь · g5 чорний кінь · f4 білий кінь · g4 білий пішак · f3 чорний пішак · a2 чорний слон · b2 чорна тура · h2 білий пішак · e1 білий король · h1 біла тура | b8 чорна тура · c8 чорний король · f8 чорний ферзь · e7 чорний пішак · h7 чорний кінь · c6 чорний пішак · h6 чорний слон · a5 чорний пішак · c5 білий кінь · g5 чорний кінь · f4 білий кінь · g4 білий пішак · f3 чорний пішак · a2 чорний слон · b2 чорна тура · h2 білий пішак · e1 білий король · h1 біла тура | b8 чорна тура · c8 чорний король · f8 чорний ферзь · e7 чорний пішак · h7 чорний кінь · c6 чорний пішак · h6 чорний слон · a5 чорний пішак · c5 білий кінь · g5 чорний кінь · f4 білий кінь · g4 білий пішак · f3 чорний пішак · a2 чорний слон · b2 чорна тура · h2 білий пішак · e1 білий король · h1 біла тура | b8 чорна тура · c8 чорний король · f8 чорний ферзь · e7 чорний пішак · h7 чорний кінь · c6 чорний пішак · h6 чорний слон · a5 чорний пішак · c5 білий кінь · g5 чорний кінь · f4 білий кінь · g4 білий пішак · f3 чорний пішак · a2 чорний слон · b2 чорна тура · h2 білий пішак · e1 білий король · h1 біла тура | 1 |
|   | a | b | c | d | e | f | g | h |   |

	
1. T:h2 Kf1! (tempo) 2. Td2 T:h6 3. Td8 T:c6#
|   | a | b | c | d | e | f | g | h |   |
| 8 | c8 білий слон · a7 чорна тура · a6 чорний пішак · c6 чорний король · a5 чорна тура · a4 біла тура · c4 чорний пішак · e4 білий король · a3 білий кінь · f3 чорний кінь | c8 білий слон · a7 чорна тура · a6 чорний пішак · c6 чорний король · a5 чорна тура · a4 біла тура · c4 чорний пішак · e4 білий король · a3 білий кінь · f3 чорний кінь | c8 білий слон · a7 чорна тура · a6 чорний пішак · c6 чорний король · a5 чорна тура · a4 біла тура · c4 чорний пішак · e4 білий король · a3 білий кінь · f3 чорний кінь | c8 білий слон · a7 чорна тура · a6 чорний пішак · c6 чорний король · a5 чорна тура · a4 біла тура · c4 чорний пішак · e4 білий король · a3 білий кінь · f3 чорний кінь | c8 білий слон · a7 чорна тура · a6 чорний пішак · c6 чорний король · a5 чорна тура · a4 біла тура · c4 чорний пішак · e4 білий король · a3 білий кінь · f3 чорний кінь | c8 білий слон · a7 чорна тура · a6 чорний пішак · c6 чорний король · a5 чорна тура · a4 біла тура · c4 чорний пішак · e4 білий король · a3 білий кінь · f3 чорний кінь | c8 білий слон · a7 чорна тура · a6 чорний пішак · c6 чорний король · a5 чорна тура · a4 біла тура · c4 чорний пішак · e4 білий король · a3 білий кінь · f3 чорний кінь | c8 білий слон · a7 чорна тура · a6 чорний пішак · c6 чорний король · a5 чорна тура · a4 біла тура · c4 чорний пішак · e4 білий король · a3 білий кінь · f3 чорний кінь | 8 |
| 7 | c8 білий слон · a7 чорна тура · a6 чорний пішак · c6 чорний король · a5 чорна тура · a4 біла тура · c4 чорний пішак · e4 білий король · a3 білий кінь · f3 чорний кінь | c8 білий слон · a7 чорна тура · a6 чорний пішак · c6 чорний король · a5 чорна тура · a4 біла тура · c4 чорний пішак · e4 білий король · a3 білий кінь · f3 чорний кінь | c8 білий слон · a7 чорна тура · a6 чорний пішак · c6 чорний король · a5 чорна тура · a4 біла тура · c4 чорний пішак · e4 білий король · a3 білий кінь · f3 чорний кінь | c8 білий слон · a7 чорна тура · a6 чорний пішак · c6 чорний король · a5 чорна тура · a4 біла тура · c4 чорний пішак · e4 білий король · a3 білий кінь · f3 чорний кінь | c8 білий слон · a7 чорна тура · a6 чорний пішак · c6 чорний король · a5 чорна тура · a4 біла тура · c4 чорний пішак · e4 білий король · a3 білий кінь · f3 чорний кінь | c8 білий слон · a7 чорна тура · a6 чорний пішак · c6 чорний король · a5 чорна тура · a4 біла тура · c4 чорний пішак · e4 білий король · a3 білий кінь · f3 чорний кінь | c8 білий слон · a7 чорна тура · a6 чорний пішак · c6 чорний король · a5 чорна тура · a4 біла тура · c4 чорний пішак · e4 білий король · a3 білий кінь · f3 чорний кінь | c8 білий слон · a7 чорна тура · a6 чорний пішак · c6 чорний король · a5 чорна тура · a4 біла тура · c4 чорний пішак · e4 білий король · a3 білий кінь · f3 чорний кінь | 7 |
| 6 | c8 білий слон · a7 чорна тура · a6 чорний пішак · c6 чорний король · a5 чорна тура · a4 біла тура · c4 чорний пішак · e4 білий король · a3 білий кінь · f3 чорний кінь | c8 білий слон · a7 чорна тура · a6 чорний пішак · c6 чорний король · a5 чорна тура · a4 біла тура · c4 чорний пішак · e4 білий король · a3 білий кінь · f3 чорний кінь | c8 білий слон · a7 чорна тура · a6 чорний пішак · c6 чорний король · a5 чорна тура · a4 біла тура · c4 чорний пішак · e4 білий король · a3 білий кінь · f3 чорний кінь | c8 білий слон · a7 чорна тура · a6 чорний пішак · c6 чорний король · a5 чорна тура · a4 біла тура · c4 чорний пішак · e4 білий король · a3 білий кінь · f3 чорний кінь | c8 білий слон · a7 чорна тура · a6 чорний пішак · c6 чорний король · a5 чорна тура · a4 біла тура · c4 чорний пішак · e4 білий король · a3 білий кінь · f3 чорний кінь | c8 білий слон · a7 чорна тура · a6 чорний пішак · c6 чорний король · a5 чорна тура · a4 біла тура · c4 чорний пішак · e4 білий король · a3 білий кінь · f3 чорний кінь | c8 білий слон · a7 чорна тура · a6 чорний пішак · c6 чорний король · a5 чорна тура · a4 біла тура · c4 чорний пішак · e4 білий король · a3 білий кінь · f3 чорний кінь | c8 білий слон · a7 чорна тура · a6 чорний пішак · c6 чорний король · a5 чорна тура · a4 біла тура · c4 чорний пішак · e4 білий король · a3 білий кінь · f3 чорний кінь | 6 |
| 5 | c8 білий слон · a7 чорна тура · a6 чорний пішак · c6 чорний король · a5 чорна тура · a4 біла тура · c4 чорний пішак · e4 білий король · a3 білий кінь · f3 чорний кінь | c8 білий слон · a7 чорна тура · a6 чорний пішак · c6 чорний король · a5 чорна тура · a4 біла тура · c4 чорний пішак · e4 білий король · a3 білий кінь · f3 чорний кінь | c8 білий слон · a7 чорна тура · a6 чорний пішак · c6 чорний король · a5 чорна тура · a4 біла тура · c4 чорний пішак · e4 білий король · a3 білий кінь · f3 чорний кінь | c8 білий слон · a7 чорна тура · a6 чорний пішак · c6 чорний король · a5 чорна тура · a4 біла тура · c4 чорний пішак · e4 білий король · a3 білий кінь · f3 чорний кінь | c8 білий слон · a7 чорна тура · a6 чорний пішак · c6 чорний король · a5 чорна тура · a4 біла тура · c4 чорний пішак · e4 білий король · a3 білий кінь · f3 чорний кінь | c8 білий слон · a7 чорна тура · a6 чорний пішак · c6 чорний король · a5 чорна тура · a4 біла тура · c4 чорний пішак · e4 білий король · a3 білий кінь · f3 чорний кінь | c8 білий слон · a7 чорна тура · a6 чорний пішак · c6 чорний король · a5 чорна тура · a4 біла тура · c4 чорний пішак · e4 білий король · a3 білий кінь · f3 чорний кінь | c8 білий слон · a7 чорна тура · a6 чорний пішак · c6 чорний король · a5 чорна тура · a4 біла тура · c4 чорний пішак · e4 білий король · a3 білий кінь · f3 чорний кінь | 5 |
| 4 | c8 білий слон · a7 чорна тура · a6 чорний пішак · c6 чорний король · a5 чорна тура · a4 біла тура · c4 чорний пішак · e4 білий король · a3 білий кінь · f3 чорний кінь | c8 білий слон · a7 чорна тура · a6 чорний пішак · c6 чорний король · a5 чорна тура · a4 біла тура · c4 чорний пішак · e4 білий король · a3 білий кінь · f3 чорний кінь | c8 білий слон · a7 чорна тура · a6 чорний пішак · c6 чорний король · a5 чорна тура · a4 біла тура · c4 чорний пішак · e4 білий король · a3 білий кінь · f3 чорний кінь | c8 білий слон · a7 чорна тура · a6 чорний пішак · c6 чорний король · a5 чорна тура · a4 біла тура · c4 чорний пішак · e4 білий король · a3 білий кінь · f3 чорний кінь | c8 білий слон · a7 чорна тура · a6 чорний пішак · c6 чорний король · a5 чорна тура · a4 біла тура · c4 чорний пішак · e4 білий король · a3 білий кінь · f3 чорний кінь | c8 білий слон · a7 чорна тура · a6 чорний пішак · c6 чорний король · a5 чорна тура · a4 біла тура · c4 чорний пішак · e4 білий король · a3 білий кінь · f3 чорний кінь | c8 білий слон · a7 чорна тура · a6 чорний пішак · c6 чорний король · a5 чорна тура · a4 біла тура · c4 чорний пішак · e4 білий король · a3 білий кінь · f3 чорний кінь | c8 білий слон · a7 чорна тура · a6 чорний пішак · c6 чорний король · a5 чорна тура · a4 біла тура · c4 чорний пішак · e4 білий король · a3 білий кінь · f3 чорний кінь | 4 |
| 3 | c8 білий слон · a7 чорна тура · a6 чорний пішак · c6 чорний король · a5 чорна тура · a4 біла тура · c4 чорний пішак · e4 білий король · a3 білий кінь · f3 чорний кінь | c8 білий слон · a7 чорна тура · a6 чорний пішак · c6 чорний король · a5 чорна тура · a4 біла тура · c4 чорний пішак · e4 білий король · a3 білий кінь · f3 чорний кінь | c8 білий слон · a7 чорна тура · a6 чорний пішак · c6 чорний король · a5 чорна тура · a4 біла тура · c4 чорний пішак · e4 білий король · a3 білий кінь · f3 чорний кінь | c8 білий слон · a7 чорна тура · a6 чорний пішак · c6 чорний король · a5 чорна тура · a4 біла тура · c4 чорний пішак · e4 білий король · a3 білий кінь · f3 чорний кінь | c8 білий слон · a7 чорна тура · a6 чорний пішак · c6 чорний король · a5 чорна тура · a4 біла тура · c4 чорний пішак · e4 білий король · a3 білий кінь · f3 чорний кінь | c8 білий слон · a7 чорна тура · a6 чорний пішак · c6 чорний король · a5 чорна тура · a4 біла тура · c4 чорний пішак · e4 білий король · a3 білий кінь · f3 чорний кінь | c8 білий слон · a7 чорна тура · a6 чорний пішак · c6 чорний король · a5 чорна тура · a4 біла тура · c4 чорний пішак · e4 білий король · a3 білий кінь · f3 чорний кінь | c8 білий слон · a7 чорна тура · a6 чорний пішак · c6 чорний король · a5 чорна тура · a4 біла тура · c4 чорний пішак · e4 білий король · a3 білий кінь · f3 чорний кінь | 3 |
| 2 | c8 білий слон · a7 чорна тура · a6 чорний пішак · c6 чорний король · a5 чорна тура · a4 біла тура · c4 чорний пішак · e4 білий король · a3 білий кінь · f3 чорний кінь | c8 білий слон · a7 чорна тура · a6 чорний пішак · c6 чорний король · a5 чорна тура · a4 біла тура · c4 чорний пішак · e4 білий король · a3 білий кінь · f3 чорний кінь | c8 білий слон · a7 чорна тура · a6 чорний пішак · c6 чорний король · a5 чорна тура · a4 біла тура · c4 чорний пішак · e4 білий король · a3 білий кінь · f3 чорний кінь | c8 білий слон · a7 чорна тура · a6 чорний пішак · c6 чорний король · a5 чорна тура · a4 біла тура · c4 чорний пішак · e4 білий король · a3 білий кінь · f3 чорний кінь | c8 білий слон · a7 чорна тура · a6 чорний пішак · c6 чорний король · a5 чорна тура · a4 біла тура · c4 чорний пішак · e4 білий король · a3 білий кінь · f3 чорний кінь | c8 білий слон · a7 чорна тура · a6 чорний пішак · c6 чорний король · a5 чорна тура · a4 біла тура · c4 чорний пішак · e4 білий король · a3 білий кінь · f3 чорний кінь | c8 білий слон · a7 чорна тура · a6 чорний пішак · c6 чорний король · a5 чорна тура · a4 біла тура · c4 чорний пішак · e4 білий король · a3 білий кінь · f3 чорний кінь | c8 білий слон · a7 чорна тура · a6 чорний пішак · c6 чорний король · a5 чорна тура · a4 біла тура · c4 чорний пішак · e4 білий король · a3 білий кінь · f3 чорний кінь | 2 |
| 1 | c8 білий слон · a7 чорна тура · a6 чорний пішак · c6 чорний король · a5 чорна тура · a4 біла тура · c4 чорний пішак · e4 білий король · a3 білий кінь · f3 чорний кінь | c8 білий слон · a7 чорна тура · a6 чорний пішак · c6 чорний король · a5 чорна тура · a4 біла тура · c4 чорний пішак · e4 білий король · a3 білий кінь · f3 чорний кінь | c8 білий слон · a7 чорна тура · a6 чорний пішак · c6 чорний король · a5 чорна тура · a4 біла тура · c4 чорний пішак · e4 білий король · a3 білий кінь · f3 чорний кінь | c8 білий слон · a7 чорна тура · a6 чорний пішак · c6 чорний король · a5 чорна тура · a4 біла тура · c4 чорний пішак · e4 білий король · a3 білий кінь · f3 чорний кінь | c8 білий слон · a7 чорна тура · a6 чорний пішак · c6 чорний король · a5 чорна тура · a4 біла тура · c4 чорний пішак · e4 білий король · a3 білий кінь · f3 чорний кінь | c8 білий слон · a7 чорна тура · a6 чорний пішак · c6 чорний король · a5 чорна тура · a4 біла тура · c4 чорний пішак · e4 білий король · a3 білий кінь · f3 чорний кінь | c8 білий слон · a7 чорна тура · a6 чорний пішак · c6 чорний король · a5 чорна тура · a4 біла тура · c4 чорний пішак · e4 білий король · a3 білий кінь · f3 чорний кінь | c8 білий слон · a7 чорна тура · a6 чорний пішак · c6 чорний король · a5 чорна тура · a4 біла тура · c4 чорний пішак · e4 білий король · a3 білий кінь · f3 чорний кінь | 1 |
|   | a | b | c | d | e | f | g | h |   |

b) a5 → d6, c) a4 → a8

a) 1. Tc5 Ta5 (tempo) 2. Tc7 T:a6#
b) 1. Tb7 Tb4 (tempo) 2. Tb6 T:c4#
c) 1. Tc7 Ta7 (tempo) 2. Tc5 T:a6 #

## Тема в мініатюрі
|   | a | b | c | d | e | f | g | h |   |
| 8 | h8 білий король · h7 білий ферзь · e5 чорний пішак · c4 чорний слон · f4 чорний король · g4 чорний кінь · d3 білий пішак | h8 білий король · h7 білий ферзь · e5 чорний пішак · c4 чорний слон · f4 чорний король · g4 чорний кінь · d3 білий пішак | h8 білий король · h7 білий ферзь · e5 чорний пішак · c4 чорний слон · f4 чорний король · g4 чорний кінь · d3 білий пішак | h8 білий король · h7 білий ферзь · e5 чорний пішак · c4 чорний слон · f4 чорний король · g4 чорний кінь · d3 білий пішак | h8 білий король · h7 білий ферзь · e5 чорний пішак · c4 чорний слон · f4 чорний король · g4 чорний кінь · d3 білий пішак | h8 білий король · h7 білий ферзь · e5 чорний пішак · c4 чорний слон · f4 чорний король · g4 чорний кінь · d3 білий пішак | h8 білий король · h7 білий ферзь · e5 чорний пішак · c4 чорний слон · f4 чорний король · g4 чорний кінь · d3 білий пішак | h8 білий король · h7 білий ферзь · e5 чорний пішак · c4 чорний слон · f4 чорний король · g4 чорний кінь · d3 білий пішак | 8 |
| 7 | h8 білий король · h7 білий ферзь · e5 чорний пішак · c4 чорний слон · f4 чорний король · g4 чорний кінь · d3 білий пішак | h8 білий король · h7 білий ферзь · e5 чорний пішак · c4 чорний слон · f4 чорний король · g4 чорний кінь · d3 білий пішак | h8 білий король · h7 білий ферзь · e5 чорний пішак · c4 чорний слон · f4 чорний король · g4 чорний кінь · d3 білий пішак | h8 білий король · h7 білий ферзь · e5 чорний пішак · c4 чорний слон · f4 чорний король · g4 чорний кінь · d3 білий пішак | h8 білий король · h7 білий ферзь · e5 чорний пішак · c4 чорний слон · f4 чорний король · g4 чорний кінь · d3 білий пішак | h8 білий король · h7 білий ферзь · e5 чорний пішак · c4 чорний слон · f4 чорний король · g4 чорний кінь · d3 білий пішак | h8 білий король · h7 білий ферзь · e5 чорний пішак · c4 чорний слон · f4 чорний король · g4 чорний кінь · d3 білий пішак | h8 білий король · h7 білий ферзь · e5 чорний пішак · c4 чорний слон · f4 чорний король · g4 чорний кінь · d3 білий пішак | 7 |
| 6 | h8 білий король · h7 білий ферзь · e5 чорний пішак · c4 чорний слон · f4 чорний король · g4 чорний кінь · d3 білий пішак | h8 білий король · h7 білий ферзь · e5 чорний пішак · c4 чорний слон · f4 чорний король · g4 чорний кінь · d3 білий пішак | h8 білий король · h7 білий ферзь · e5 чорний пішак · c4 чорний слон · f4 чорний король · g4 чорний кінь · d3 білий пішак | h8 білий король · h7 білий ферзь · e5 чорний пішак · c4 чорний слон · f4 чорний король · g4 чорний кінь · d3 білий пішак | h8 білий король · h7 білий ферзь · e5 чорний пішак · c4 чорний слон · f4 чорний король · g4 чорний кінь · d3 білий пішак | h8 білий король · h7 білий ферзь · e5 чорний пішак · c4 чорний слон · f4 чорний король · g4 чорний кінь · d3 білий пішак | h8 білий король · h7 білий ферзь · e5 чорний пішак · c4 чорний слон · f4 чорний король · g4 чорний кінь · d3 білий пішак | h8 білий король · h7 білий ферзь · e5 чорний пішак · c4 чорний слон · f4 чорний король · g4 чорний кінь · d3 білий пішак | 6 |
| 5 | h8 білий король · h7 білий ферзь · e5 чорний пішак · c4 чорний слон · f4 чорний король · g4 чорний кінь · d3 білий пішак | h8 білий король · h7 білий ферзь · e5 чорний пішак · c4 чорний слон · f4 чорний король · g4 чорний кінь · d3 білий пішак | h8 білий король · h7 білий ферзь · e5 чорний пішак · c4 чорний слон · f4 чорний король · g4 чорний кінь · d3 білий пішак | h8 білий король · h7 білий ферзь · e5 чорний пішак · c4 чорний слон · f4 чорний король · g4 чорний кінь · d3 білий пішак | h8 білий король · h7 білий ферзь · e5 чорний пішак · c4 чорний слон · f4 чорний король · g4 чорний кінь · d3 білий пішак | h8 білий король · h7 білий ферзь · e5 чорний пішак · c4 чорний слон · f4 чорний король · g4 чорний кінь · d3 білий пішак | h8 білий король · h7 білий ферзь · e5 чорний пішак · c4 чорний слон · f4 чорний король · g4 чорний кінь · d3 білий пішак | h8 білий король · h7 білий ферзь · e5 чорний пішак · c4 чорний слон · f4 чорний король · g4 чорний кінь · d3 білий пішак | 5 |
| 4 | h8 білий король · h7 білий ферзь · e5 чорний пішак · c4 чорний слон · f4 чорний король · g4 чорний кінь · d3 білий пішак | h8 білий король · h7 білий ферзь · e5 чорний пішак · c4 чорний слон · f4 чорний король · g4 чорний кінь · d3 білий пішак | h8 білий король · h7 білий ферзь · e5 чорний пішак · c4 чорний слон · f4 чорний король · g4 чорний кінь · d3 білий пішак | h8 білий король · h7 білий ферзь · e5 чорний пішак · c4 чорний слон · f4 чорний король · g4 чорний кінь · d3 білий пішак | h8 білий король · h7 білий ферзь · e5 чорний пішак · c4 чорний слон · f4 чорний король · g4 чорний кінь · d3 білий пішак | h8 білий король · h7 білий ферзь · e5 чорний пішак · c4 чорний слон · f4 чорний король · g4 чорний кінь · d3 білий пішак | h8 білий король · h7 білий ферзь · e5 чорний пішак · c4 чорний слон · f4 чорний король · g4 чорний кінь · d3 білий пішак | h8 білий король · h7 білий ферзь · e5 чорний пішак · c4 чорний слон · f4 чорний король · g4 чорний кінь · d3 білий пішак | 4 |
| 3 | h8 білий король · h7 білий ферзь · e5 чорний пішак · c4 чорний слон · f4 чорний король · g4 чорний кінь · d3 білий пішак | h8 білий король · h7 білий ферзь · e5 чорний пішак · c4 чорний слон · f4 чорний король · g4 чорний кінь · d3 білий пішак | h8 білий король · h7 білий ферзь · e5 чорний пішак · c4 чорний слон · f4 чорний король · g4 чорний кінь · d3 білий пішак | h8 білий король · h7 білий ферзь · e5 чорний пішак · c4 чорний слон · f4 чорний король · g4 чорний кінь · d3 білий пішак | h8 білий король · h7 білий ферзь · e5 чорний пішак · c4 чорний слон · f4 чорний король · g4 чорний кінь · d3 білий пішак | h8 білий король · h7 білий ферзь · e5 чорний пішак · c4 чорний слон · f4 чорний король · g4 чорний кінь · d3 білий пішак | h8 білий король · h7 білий ферзь · e5 чорний пішак · c4 чорний слон · f4 чорний король · g4 чорний кінь · d3 білий пішак | h8 білий король · h7 білий ферзь · e5 чорний пішак · c4 чорний слон · f4 чорний король · g4 чорний кінь · d3 білий пішак | 3 |
| 2 | h8 білий король · h7 білий ферзь · e5 чорний пішак · c4 чорний слон · f4 чорний король · g4 чорний кінь · d3 білий пішак | h8 білий король · h7 білий ферзь · e5 чорний пішак · c4 чорний слон · f4 чорний король · g4 чорний кінь · d3 білий пішак | h8 білий король · h7 білий ферзь · e5 чорний пішак · c4 чорний слон · f4 чорний король · g4 чорний кінь · d3 білий пішак | h8 білий король · h7 білий ферзь · e5 чорний пішак · c4 чорний слон · f4 чорний король · g4 чорний кінь · d3 білий пішак | h8 білий король · h7 білий ферзь · e5 чорний пішак · c4 чорний слон · f4 чорний король · g4 чорний кінь · d3 білий пішак | h8 білий король · h7 білий ферзь · e5 чорний пішак · c4 чорний слон · f4 чорний король · g4 чорний кінь · d3 білий пішак | h8 білий король · h7 білий ферзь · e5 чорний пішак · c4 чорний слон · f4 чорний король · g4 чорний кінь · d3 білий пішак | h8 білий король · h7 білий ферзь · e5 чорний пішак · c4 чорний слон · f4 чорний король · g4 чорний кінь · d3 білий пішак | 2 |
| 1 | h8 білий король · h7 білий ферзь · e5 чорний пішак · c4 чорний слон · f4 чорний король · g4 чорний кінь · d3 білий пішак | h8 білий король · h7 білий ферзь · e5 чорний пішак · c4 чорний слон · f4 чорний король · g4 чорний кінь · d3 білий пішак | h8 білий король · h7 білий ферзь · e5 чорний пішак · c4 чорний слон · f4 чорний король · g4 чорний кінь · d3 білий пішак | h8 білий король · h7 білий ферзь · e5 чорний пішак · c4 чорний слон · f4 чорний король · g4 чорний кінь · d3 білий пішак | h8 білий король · h7 білий ферзь · e5 чорний пішак · c4 чорний слон · f4 чорний король · g4 чорний кінь · d3 білий пішак | h8 білий король · h7 білий ферзь · e5 чорний пішак · c4 чорний слон · f4 чорний король · g4 чорний кінь · d3 білий пішак | h8 білий король · h7 білий ферзь · e5 чорний пішак · c4 чорний слон · f4 чорний король · g4 чорний кінь · d3 білий пішак | h8 білий король · h7 білий ферзь · e5 чорний пішак · c4 чорний слон · f4 чорний король · g4 чорний кінь · d3 білий пішак | 1 |
|   | a | b | c | d | e | f | g | h |   |

	
1. e4 Da7! (tempo) 2. Ke5 d4+ 3. Kd5 Dd7#